# ألفرد ويت
ألفرد ويت (بالألمانية: Alfred Witte)‏ هو منجم ألماني، ولد في 1878 في هامبورغ في ألمانيا، وتوفي بنفس المكان في 1941.